# Gynoplistia (Gynoplistia) romae
Gynoplistia (Gynoplistia) romae is een tweevleugelige uit de familie steltmuggen (Limoniidae). De soort komt voor in het Australaziatisch gebied.